# Джавад, Кашиф
Кашиф Джавад (англ. Kashif Jawwad, 7 февраля 1981, Карачи, Пакистан) — пакистанский хоккеист (хоккей на траве), нападающий. Участник летних Олимпийских игр 2000 и 2004 годов.

## Биография
Кашиф Джавад родился 7 февраля 1981 года в пакистанском городе Карачи.
Играл в хоккей на траве за «Хабиб Банк» из Карачи.
В 2000 году вошёл в состав сборной Пакистана по хоккею на траве на летних Олимпийских играх в Сиднее, занявшей 4-е место. Играл на позиции нападающего, провёл 7 матчей, забил 2 мяча (по одному в ворота сборных Нидерландов и Австралии).
В 2002 году завоевал бронзовую медаль хоккейного турнира Игр Содружества в Манчестере.
В 2004 году вошёл в состав сборной Пакистана по хоккею на траве на летних Олимпийских играх в Афинах, занявшей 5-е место. Играл на позиции нападающего, провёл 7 матчей, забил 3 мяча (два в ворота сборной Египта, один — Новой Зеландии).